# Tennis under sommer-OL 1896
Tennis under sommer-OL 1896. Der blev spillet to tennisturneringer i de første moderne olympiske lege 1896 i Athen. En single- og en doubleturnering begge for herrer. Der var tretten deltagere fra seks lande, syv af deltagerne var fra værtslandet. Mange af doubleparene var af blandet nationalitet ligesom alle medaljevindere i doubleturneringen. Det var kun vinderen som fik en medalje, de fik sølvmedalje, under de første og anden olympiske lege. De nuværende system med medaljer for de tre første pladser blev først indført under 1904 i St. Louis.

## Medaljer
| Tennis OL 1896 Athen | Tennis OL 1896 Athen | Tennis OL 1896 Athen | Tennis OL 1896 Athen | Tennis OL 1896 Athen | Tennis OL 1896 Athen |
| -------------------- | -------------------- | -------------------- | -------------------- | -------------------- | -------------------- |
| Nr.                  | Land                 | Guld                 | Sølv                 | Bronze               | Totalt               |
| 1.                   | Blandede lag         | 1                    | 1                    | 1                    | 3                    |
| 2.                   | Storbritannien       | 1                    | 0                    | 0                    | 1                    |
| 3.                   | Grækenland           | 0                    | 1                    | 1                    | 2                    |
| 4.                   | Ungarn               | 0                    | 0                    | 1                    | 1                    |
| Totalt               | Totalt               | 2                    | 2                    | 3                    | 7                    |

## Herresingle
| Plads | Land           | Spiller               |
| ----- | -------------- | --------------------- |
| 1.    | Storbritannien | John Pius Boland      |
| 2.    | Grækenland     | Dionysios Kasdaglis   |
| 3.    | Grækenland     | Konstantinos Paspatis |
| 3.    | Ungarn         | Momcsilló Tapavicza   |

## Herredouble
| Plads | Land             | Spiller                                        |
| ----- | ---------------- | ---------------------------------------------- |
| 1.    | GBR/ GER         | John Pius Boland og Friedrich Traun            |
| 2.    | GRE / GRE ( EGY) | Demetrios Petrokokkinos og Dionysios Kasdaglis |
| 3.    | AUS/ GBR         | Teddy Flack og George S. Robertson             |